# 숀 로저슨
숀 로저슨(Sean Rogerson, 1977년 9월 30일 ~ )은 캐나다의 배우, 텔레비전 배우이다.
시어우드 파크에서 태어났다.

## 영화
- 저주받은 아이 (2017년) - 팀 역
- 유에프오 (2014년) - 미첼 역
- 12 라운드 2 (2013년) - 사이키스 역
- 그레이브 인카운터 (2011년) - 랜스 프레스턴 역
- 하퍼의 섬 (2009년)
- 언더월드 2 - 에볼루션 (2006년)